# Королівські перегони Ру Пола
Королівські перегони Ру Пола (англ. RuPaul's Drag Race) — американське конкурсне реаліті-шоу, створене продакшн-компанією «World of Wonder» для Logo TV і, з дев'ятого сезону, показується на VH1. Шоу розповідає про Ру Пола, що шукає «наступну драг-королеву суперзірку Америки» серед 8-15 учасників (кількість залежить від сезону). Ру Пол виконує роль ведучого, наставника і головного судді в цьому шоу, а конкурсантам щотижня дають різні завдання. У шоу працює судова колегія, до складу якої входить сам РуПол, Мішель Візаж, Росс Метьюс, Карсон Кресслі і безліч інших запрошених суддів, які оцінюють прогрес конкурсантів протягом усього змагання. Назва шоу є грою слів дреґ-королева і дрег-рейсінг.
Королівські перегони Ру Пола охоплюють пʼятнадцять сезонів і надихнуло на створення ще 3х шоу в США: «RuPaul's Drag U» і «RuPaul's Drag Race: All Stars» та «RuPaul's Drag Race Untucked» і безліч франшиз шоу закордоном. Шоу стало найпопулярнішою телевізійною програмою на Logo TV і демонструється на міжнародному рівні, в тому числі в Австралії, Канаді та Великій Британії. Програма принесла Ру Полу нагороду Emmy 2016 як «Видатний ведучий в реаліті-шоу або конкурсного реаліті-шоу», і також  шоу було нагороджено як «Видатне реаліті-шоу» на 21-й премії GLAAD Media Awards. Воно було номіновано на 4 премії "Вибір телевізійних критиків", включаючи «Краще реаліті-шоу» - "Ведучий кращого реаліті-шоу", і було номіновано на премію Creative Art Emmy Award за «Видатний макіяж для мультікамерного серіалу». У квітні 2018 року RuPaul's Drag Race було продовжено на одинадцятий сезон та новий, четвертий, сезон All Stars.

## Трансляція
- Австралія: В Австралії канал LifeStyle YOU[2] регулярно показує та повторює 1-7 сезони, включаючи Untucked. Крім того, 31 серпня 2013 року перший ефірний канал SBS2 розпочав показ першого сезону. 13 березня 2017 року було оголошено, що телехолдинг Стен транслюватиме 9 сезон (включаючи Untucked). Крім того компанія викупляє права на показ 1-10 сезонів.[3][4]
- Канада: Шоу виходить на OutTV в Канаді одночасно з ефіром США. На відміну від Logo, OutTV продовжує транслювати Untucked відразу після кожного епізоду Drag Race.[5]
- Ірландія: В Ірландії 2-8 сезони були доступні на Netflix; На момент виходу 10 сезону доступні лише 8 та 9 сезони. Netflix розпочав випуск 10 епізодів 10 сезону наступного після виходу в США. Усі сезони шоу стали доступними на Netflix з жовтня 2018 року.
- Індонезія: В Індонезії 1-11 сезони програми були доступні на Netflix, разом із вражаючими Різдвяними епізодами; All Stars, доступний лише 4 сезон. Netflix також випустив в ефір 11 серій Untucked наступного дня після виходу в США.
- Велика Британія: Е4 випустив в ефір 1 сезон в 2009 році,  2 сезон в 2010 році.[6] На піку популярності  Netflix у Великій Британії,[7] TruTV придбала права на мовлення усіх восьми сезонів шоу, включаючи епізоди Untucked.[8] У червні 2015 року TruTV розпочав ефір двох епізодів шоу щотижня, починаючи з 4 сезону, за ним - All Stars, потім 5 сезону. Станом на травень 2018 року серіал виходить на VH1 UK з понеділка по четвер об 11 годині вечора, починаючи з 3 сезону All Stars.[9]